# Église Saint-Denis de Vélizy-Villacoublay
L'église Saint-Denis est une église catholique située à Vélizy-Villacoublay, en France.

## Localisation
L'église est située dans le département français des Yvelines, sur la commune de Vélizy-Villacoublay. Elle appartient au groupement paroissial de Vélizy - Buc - Jouy - Les Loges.

## Description
Son tympan est orné des armoiries (dont trois lézards et trois étoiles d'or) de la famille Le Tellier de Louvois.

## Historique
Avant sa construction, la ville dépendait de la paroisse d'Ursine, dont l'église Saint-Denis appartenait au XIIIe siècle aux moines de Saint-Magloire. Cette église tombant en ruine, les habitants obtinrent la translation de la paroisse et du service divin le 15 avril 1674.
Le nouveau bâtiment fut construit par Charles Charmoy, architecte des bâtiments royaux.